# 亚述那西尔帕一世
亚述那西尔帕一世（？~约前1031年）中期亚述王国的国王（约前1050年~前1031年在位）。 亚述那西尔帕一世是亚述国王沙姆希阿达德四世之子。他的统治处于一个困难重重的时期，亚述国家的国力急剧下降。由于饥荒和与侵扰边境的游牧部落的战争，消耗了国家的大部分力量。亚述那西尔帕一世的继承者是他的儿子萨尔玛那萨尔二世，他还有一个儿子亚述拉比二世后来也登上了王位。
| 前任： 沙姆希阿达德四世 | 亚述国王 约前1050年~前1031年 | 繼任： 萨尔玛那萨尔二世 |